# Furcula

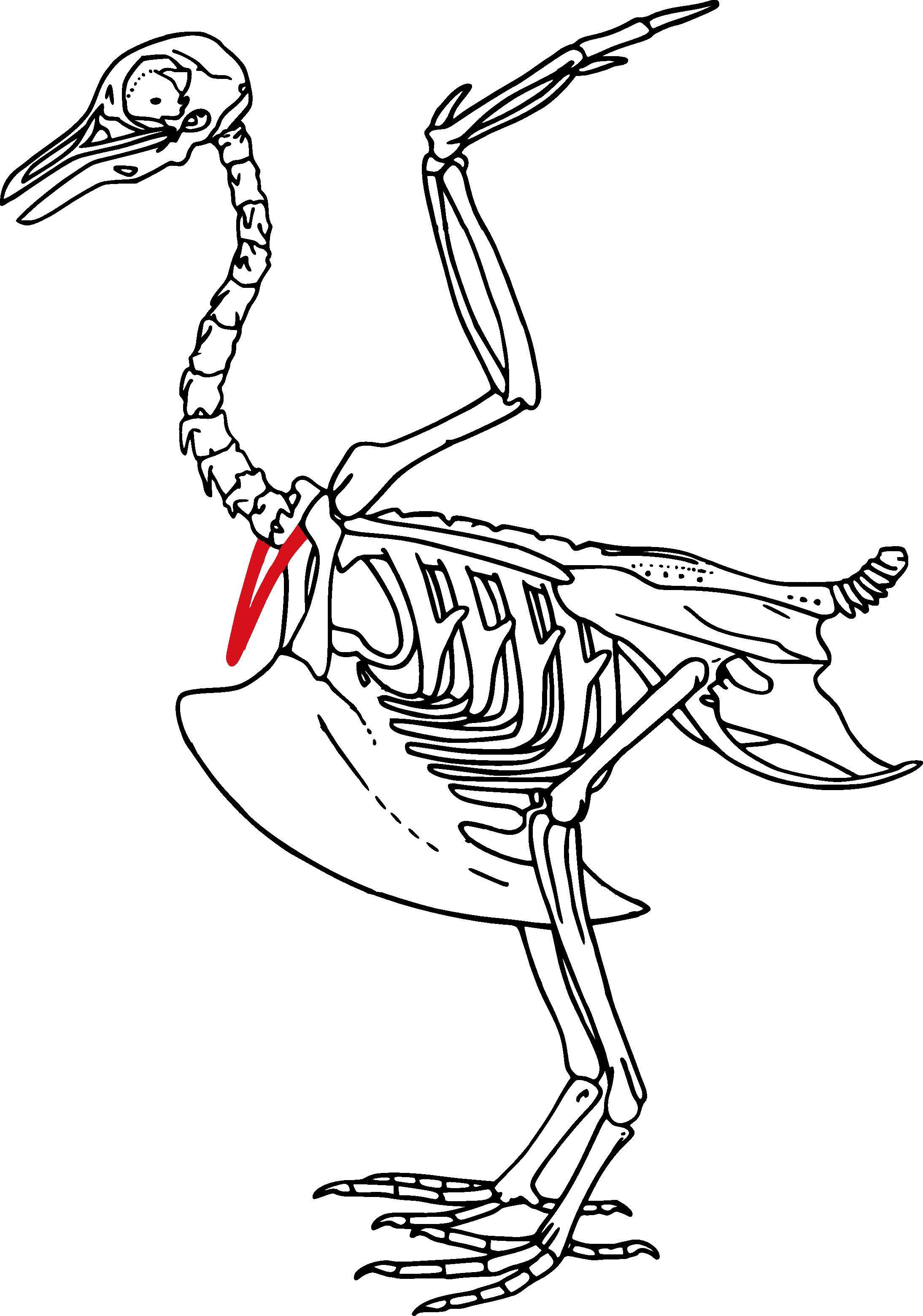
Scheletro d'uccello generico con la furcula evidenziata in rosso.

La furcula, anche nota comunemente come forcella o forchetta, è un osso biforcuto presente negli uccelli e altri teropodi. La furcula è formata da una fusione delle clavicole, e negli uccelli serve per rinforzare il torace durante il volo.

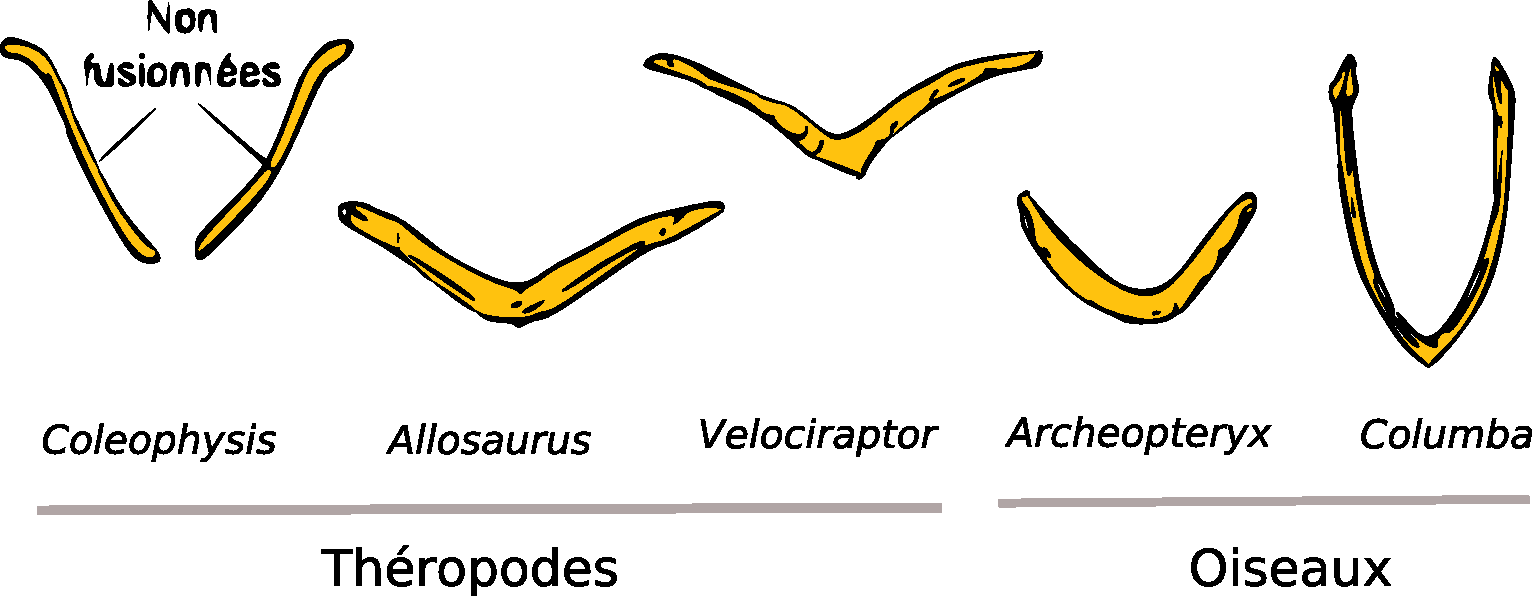
Evoluzione della furcula.

La presenza di furcule è stata confermata in teropodi come i dromaeosauridi, gli oviraptoridi, i tirannosauridi, i troodontidi, i celofisidi e gli allosauroidi.

## Nella tradizione popolare
La furcula si presenta in particolare nei gallinacei come una piccola forcella con il centro, l'interforcella, a gambo, a peduncolo piatto sviluppato, da cui una caratteristica forma, insolita rispetto a quelle di altri piccoli animali usati nella cucina tradizionale, di "osso a Y" come viene anche semplicemente detto.
Generalmente il pollo cotto viene presentato in tavola tranciato in pezzi e la furcula centrale giunge più spesso sul piatto spezzata.
È diffusa tradizione ritenere motivo di fortuna ritrovarsi tra le mani l'osso "a Y" ancora intero nel mangiare la propria parte di pollo: lo si potrà conservare come portafortuna, oppure spezzare sul momento esprimendo un desiderio, anche secondo l'usanza di porgere una estremità al commensale accanto, che potrà altrettanto formulare silenziosamente il proprio desiderio: a chi rimarrà in mano il pezzo d'osso più lungo (comprendente il peduncolo) sarà di maggior buon augurio per l'esaudirsi del proprio intimo desiderio.